# Merlion de Sentosa

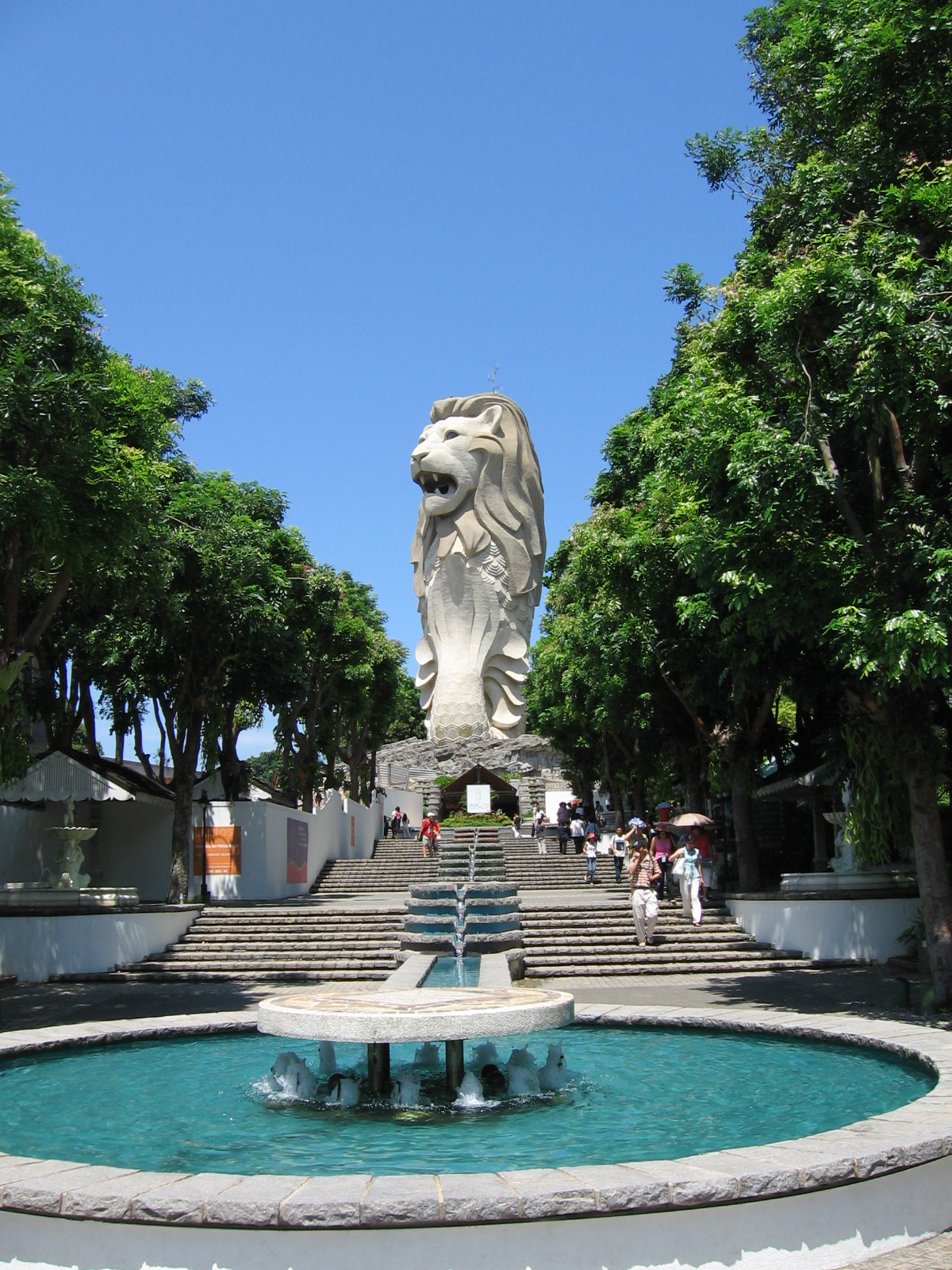
Merlion de Sentosa

Créé en 1995, le Merlion de Sentosa est une sculpture de 37 mètres de haut représentant un merlion, symbole de Singapour, situé sur l'île de Sentosa, au sud de Singapour.

## Histoire
Le premier Merlion fut créé en 1964 par Fraser Brunner pour l'office du tourisme de Singapour auquel il a servi de logo jusqu'en 1997, continuant d'ailleurs encore aujourd'hui à être son emblème commercial. La statue originale du Merlion, haute de 8,6 mètres, se trouve à l'embouchure du fleuve Singapour, sur Marina Bay, le grand Merlion de Sentosa étant une grande réplique de 37 mètres de haut créée en 1995, le plus grand des cinq Merlions officiellement reconnus par l'office de tourisme de Singapour.

## Description

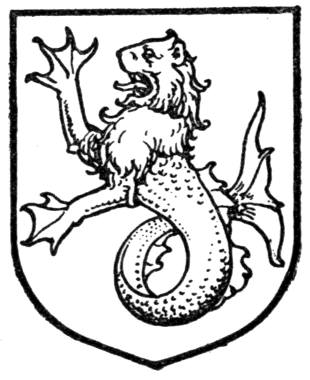
Un lion de mer héraldique - A Complete Guide to Heraldry (1909)

La statue représente une créature chimérique à tête de lion et au corps de poisson. Son nom est un mot-valise (néologisme) formé des mots mermaid (« sirène » en anglais) et lion.
Le Merlion est réminiscent du lion de mer tel qu'il apparait dans différentes traditions héraldiques, une de ses particularités comparé à la plupart des représentations traditionnelles de lions de mer étant cependant l'absence de pattes.